# 伊藤利明
伊藤 利明（いとう としあき、1933年（昭和8年）11月13日 - 1996年（平成8年）6月10日）は、昭和から平成時代の政治家。千葉県印西市長。印西市名誉市民。

## 経歴
千葉県印旛郡印西町戸神（現印西市戸神）に生まれる。1952年（昭和27年）千葉県立印旛高等学校卒業。
1971年（昭和46年）水野清の公設秘書を経て、同年から3期12年にわたり印西町議会議員を務め、1981年（昭和56年）千葉ニュータウン駅前センタービル社長。1982年（昭和57年）印西町長に当選。以来3選し、1996年（平成8年）の市制施行と同時に印西市初代市長に就任したが、任期途中に急逝した。
1996年（平成8年）11月、印西市名誉市民に推挙された。